# Parafia św. Klary w Hłudnie
Parafia św. Klary w Hłudnie − parafia rzymskokatolicka znajdująca się w archidiecezji przemyskiej, w dekanacie Dynów.

## Historia
W 1507 roku w Hłudnie powstała parochia cerkwi prawosławnej. W 1593 roku Katarzyna z Maciejowskich Wapowska ufundowała parafię w Izdebkach i wykupiła cerkiew w Hłudnie, która została zaadaptowana na kościół filialny pw. św. Marii Magdaleny. Przed 1645 rokiem drewniany kościół uległ zniszczeniu.
W 1906 roku zbudowano murowany kościół w stylu neogotyckim. W 1910 roku kościół został poświęcony pw. św. Klary. W 1927 roku dekretem bpa Anatola Nowaka została erygowana parafia, z wydzielonego terytorium parafii Izdebki. W 1938 roku w Hłudnie było 662 rzymskich katolików, 1 534 grekokatolików i 27 Żydów. 19 lipca 1942 roku proboszcz ks. Walenty Sobowski zginął w Dachau.
W latach 1958–1961 rozbudowano kościół. W 1970 roku artyści Małgorzata i Zdzisław Kudłowie wykonali polichromię.
Obecnie na terenie parafii jest 846 wiernych.
Proboszczowie parafii:
ks. Piotr Grądalski (1928–1934), ks. Walenty Sobowski (1934–1940), ks. Ignacy Ciebiera (1942–1951), ks. Stanisław Wielgosz, ks. Dominik Czeszyk (1957–1960), ks. Jan Kubas (od 1962), ks. Bronisław Węgrzyn (od 1973), ks. Stanisław Kaszowski, ks. Mariusz Flis (2012–2013), ks. Wojciech Miś (od 2013).